# Jacques Fournier (prêtre)
Pour les articles homonymes, voir Jacques Fournier et Fournier.
Jacques Fournier, né le 1er juillet 1925 à Nevers (Nièvre) et mort le 20 janvier 2025 à Paris, est un prêtre catholique engagé dans la vie associative, les patronages et l'éducation des jeunes. Il est aussi chanoine honoraire de la cathédrale Notre-Dame de Paris.

## Biographie
Jacques Fournier naît le 1er juillet 1925 à Nevers. À la suite d'études au grand séminaire d'Orléans puis à l'université de Fribourg (Suisse), il est ordonné prêtre le 29 juin 1949 pour le diocèse de Paris par le cardinal Roncalli alors nonce apostolique à Paris.
Il meurt à 99 ans, le 18 janvier 2025,. Ses obsèques sont célébrées le 25 janvier 2025 à 11 h à la chapelle de la Maison Marie-Thérèse, maison de retraite pour les prêtres et religieux, dans le 14e arrondissement de Paris.

### Service pastoral

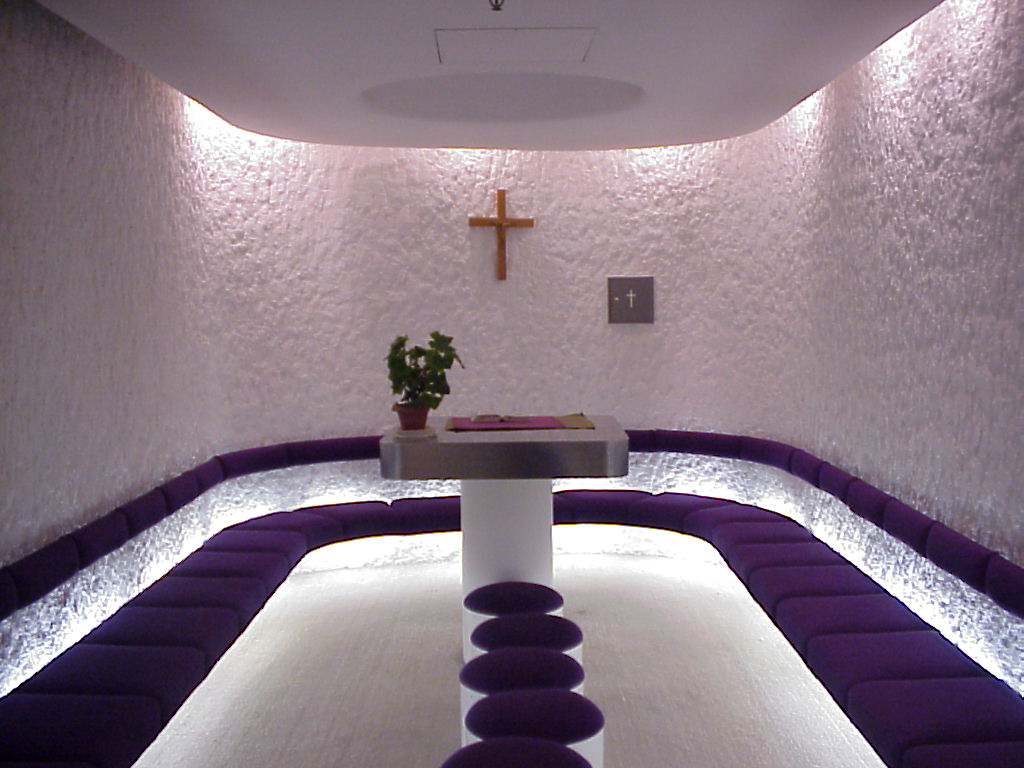
Chapelle de l'aéroport de Paris-Charles-de-Gaulle.

Il est successivement vicaire à Saint-Médard (juin 1949-juin 1954), à l'Immaculée-Conception (juin 1954-juin 1964), puis à Saint-Joseph (juin 1964-septembre 1980). À partir du 30 juin 1965, il assure également l'aumônerie du lycée Honoré-de-Balzac et de l'École nationale de commerce. De 1967 à 1987, il est membre de la commission nationale pour le dialogue catholique-orthodoxe, tâche facilitée par ses engagements au sein de l'Association France-URSS.
Le 1er septembre 1980, il se voit confier le centre religieux international du palais des congrès, puis en mai 1981, il fonde avec Jacques Perrier et André Vingt-Trois la station Radio Notre-Dame à la demande de Jean-Marie Lustiger. Nommé chapelain de la cathédrale Notre-Dame à partir du 1er septembre 1983, il fonde et dirige le centre d'information et de documentation religieuse.
En 1995, la Conférence des évêques de France lui confie la création du réseau internet de l'Église en France. Le 1er mars 1996, Jean-Marie Lustiger le choisit comme secrétaire particulier et, le 12 novembre 1997, il est nommé aumônier des aéroports de Paris-Orly et de Paris-Charles-de-Gaulle. En 1998, il participe à la création du service Minitel 36 15 Gabriel. Il termine sa carrière à l'église Saint-Roch.

### La vie associative et l'éducation populaire
Le chanoine Jacques Fournier est aussi connu pour ses engagements bénévoles dans la vie associative et particulièrement dans les domaines de l'éducation populaire et du sport.
Dès 1957, aumônier du patronage parisien « Les bleus blancs », il est un des 5 membres fondateurs — avec son confrère l'abbé Proust, aumônier de la très importante « Union régionale de Seine et Oise » (URSO) — de la sous-commission « Liaison et développement » de la Fédération sportive de France (FSF) à l'origine du « Centre de liaison inter-foyers-Clubs » (CLI). Celui-ci cède ensuite la place à une « Commission fédérale d'expansion » puis en 1969 au « Service d'études et liaison des foyers-clubs » (SELF) après la transformation de la FSF en Fédération sportive et culturelle de France (FSCF). Jacques Fournier est véritablement l'âme de ce groupe : l'essentiel des textes rédigés alors est de sa plume ainsi que la stratégie mise en œuvre. Pendant plus de 15 ans, quelles que soient ses autres affectations et sans titre officiel, il reste disponible pour l'équipe qu'il a ainsi créée autour de responsables issus largement de son propre patronage. Il s'investit aussi dans les grands moments de la fédération — FSF puis FSCF — de 1954 au Vel d'hiv à 1978 à l'agora d'Évry. À cette dernière occasion, il est l'auteur des textes du spectacle mis en scène avec Jean-Claude Baudoin et André Chesne.
Ses éditoriaux dans le bulletin fédéral Les Jeunes ne passent pas inaperçus mais il préfère souvent laisser à d'autres le soin de présenter certains textes d'orientation, en particulier à Pierre Lacroix, auteur d'un ambitieux projet de pédagogie existentielle.
À partir de 1970, il adapte les formations du SELF aux exigences du nouveau Brevet d'aptitude à l'animation socio-éducative (BASE) et instaure une préparation par correspondance de ce cursus de diplômes d'État. L'opération prend fin avec la création du brevet d'aptitude aux fonctions d'animateur en accueils collectifs de mineurs (BAFA) et des Centres de vacances et de loisirs (CVL) en 1973. Une nouvelle aventure commence avec l'émergence d'une nouvelle équipe. Le SELF se transforme en Commission culturelle mais entre-temps il a contribué à former près de 3 000 cadres polyvalents pour les associations de la FSCF.

### Le sport international
En 1964, la Fédération sportive et gymnique du travail (FSGT), invite la FSF à un voyage d'études en Union des républiques socialistes soviétiques (URSS). Dans le cadre de l'Association France-URSS, le chanoine Jacques Fournier, prêtre et reconnu comme tel au sein de la dite-association, organise ensuite avec l'agence officielle Intourist de très nombreux voyages d'études et déplacements sportifs dans l'ex-URSS.

## Publications

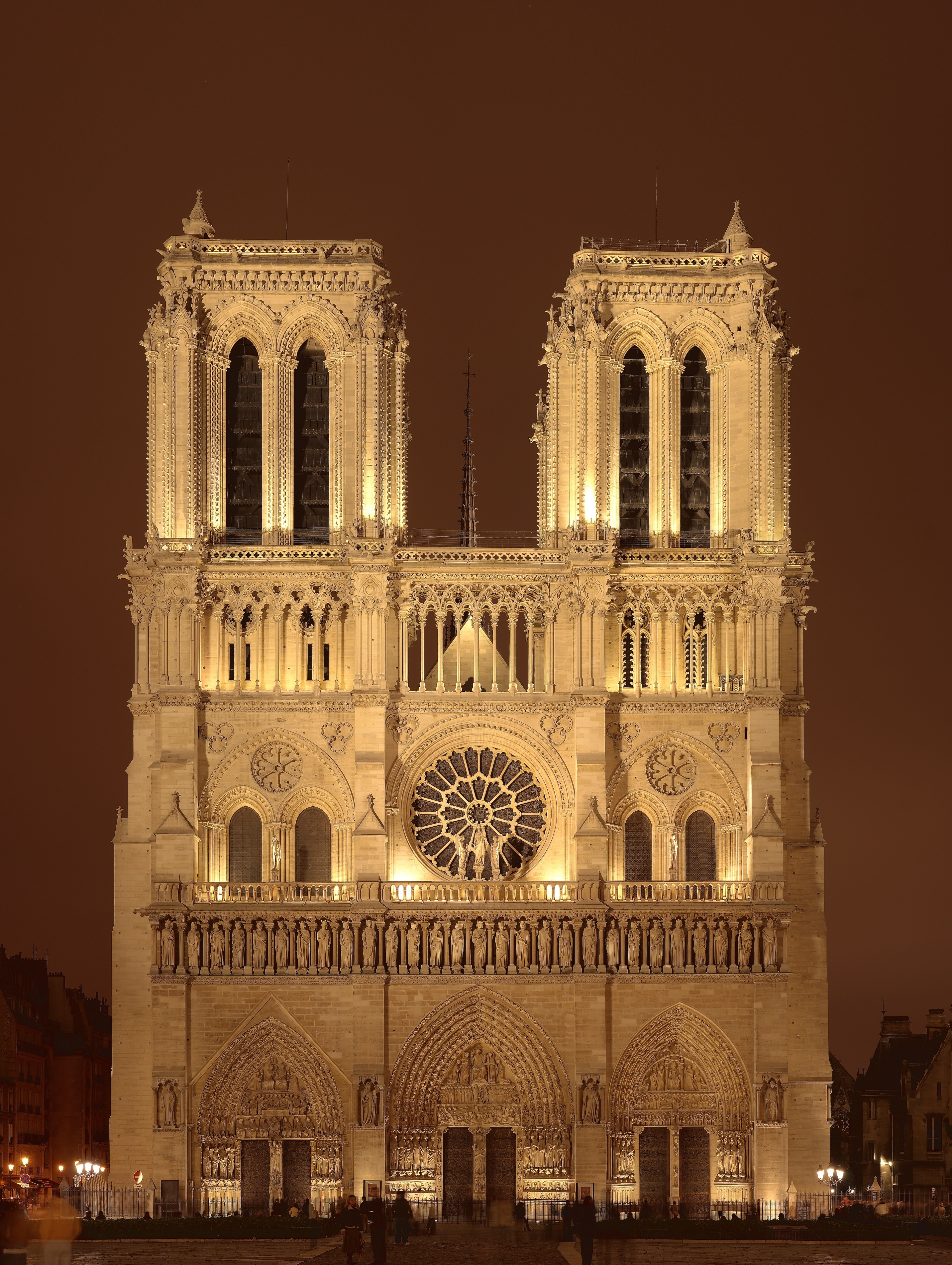
Façade de la cathédrale Notre-Dame de Paris.

L'abbé Jacques Fournier a publié de nombreux articles, particulièrement sur l'histoire et le contenu du trésor de Notre-Dame et plusieurs préfaces. Il a participé à l'Encyclopédie Théo, ouvrage collectif publié chez Fayard et publié divers ouvrages :
- Jacques Fournier, L'Animation sportive, Paris, Éd. ouvrières, 1972, 208 p. (BNF 35199905) ;
- Jacques Fournier et Marie-Hélène Congourdeau, Le livre des saints : calendrier et sanctoral de l'Église universelle, Turnhout, Brepols, 1995, 747 p. (ISBN 2-503-83041-2, BNF 35797115) ;
- Jacques Fournier, Les camées du trésor de Notre-Dame, Paris, NDP, 1997 ;
- Jacques Fournier, Paris, carrefour des saints, Paris, Salvator, 1998, 285 p. (ISBN 2-7067-0175-7, BNF 37038468) ;
- Jacques Fournier, Guide touristique et spirituel de l'Europe, Paris, Salvator, 2004, 288 p. (ISBN 2-7067-0350-4, BNF 42737295) ;
- Jacques Fournier, Saint-Roch, Paris, Association des amis des œuvres et des écoles de Saint-Roch, 2011, 71 p. (ISBN 978-2-9540053-0-0, BNF 42582945), 22e édition ;
- Jacques Fournier, Les racines françaises de Vatican II, Paris, Salvator, 2012, 222 p. (ISBN 978-2-7067-0912-8, BNF 42737295)[6].

Ses sermons font l'objet de publications et, pionnier des technologies de l'information et de la communication (TIC), il anime un site d'information et d'actualités religieuses (Infocatho).

## Distinctions
Jacques Fournier est nommé chapelain de Notre-Dame de Paris le 14 juin 1983 puis chanoine honoraire le 8 décembre 1996.
Il est également :  Chevalier de l'ordre national du Mérite et titulaire de la  Médaille de la jeunesse, des sports et de l'engagement associatif, bronze.